# Bicycle Race
"Bicycle Race" é um single da banda britânica de rock Queen. O single foi lançado em outubro de 1978 juntamente com "Fat Bottomed Girls", do álbum Jazz. A canção foi escrita por Freddie Mercury.
A canção é notável por seu vídeo com uma corrida de bicicleta com mulheres nuas ao redor do Estádio de Wimbledon, que foi editado ou até mesmo proibido em vários países.
A música tem uma progressão de acordes muito incomum com modulações diversas, de 4/4 a 3/4, e os vocais e harmonias de guitarra diversas.

## Integrantes
- Freddie Mercury — vocais, piano, sinos de bicicleta[4]
- Brian May — guitarras, vocal de apoio, sinos de bicicleta
- John Deacon — baixo, vocal de apoio, sinos de bicicleta
- Roger Taylor — bateria, vocal de apoio, sinos de bicicleta